# Akzhol Makhmudov
Akzhol Makhmudov (n. 15 aprilie 1999, Aravan District⁠(d), Regiunea Oș, Kârgâzstan) este un luptător ce a reprezentat Kârgâzstan, medaliat olimpic. A participat la 2 ediții ale Jocurilor Olimpice (2020, 2024) în care a câștigat o medalie de argint și o medalie de bronz.